# Edilizia residenziale sociale

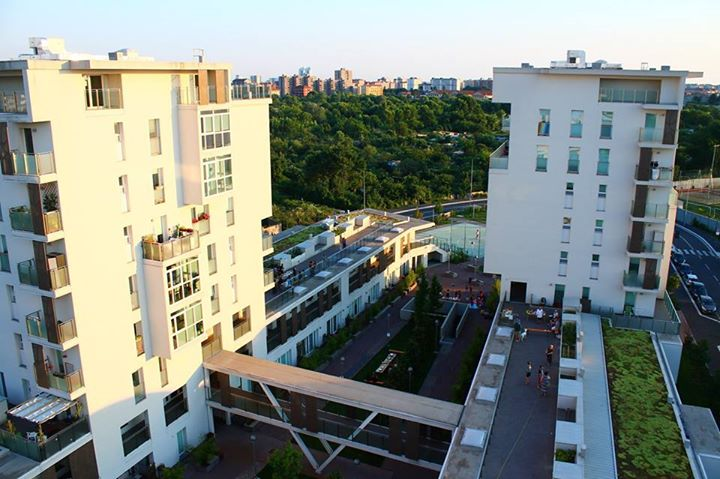
Vista di un complesso di residenze sociali (Cenni di Cambiamento) a Milano

L'edilizia residenziale sociale (detta anche housing sociale, edilizia abitativa sociale o più semplicemente edilizia sociale) in sigla ERS, è una tipologia di intervento immobiliare e urbanistico che consiste nel garantire in locazione una soluzione abitativa a individui e nuclei familiari del ceto medio il cui reddito non sia sufficiente per l'acquisto di un immobile, ma sia troppo elevato per accedere a soluzioni di edilizia popolare, benché entrambe le tipologie di abitazione possano coesistere nello stesso ambito urbanistico: infatti in un unico complesso possono trovare posto sia privati gestiti da società di gestione del risparmio, fondazioni o cooperative che alloggi popolari.
Dal punto di vista della progettazione e della programmazione finanziaria sono coinvolti soggetti pubblici e privati.
Tra i pionieri italiani del settore si annoverano la Cassa depositi e prestiti, la regione Lombardia, il comune di Milano, la Fondazione Cariplo e la Compagnia di San Paolo con il progetto Programma Housing.

## Caratteristiche e struttura

### Peculiarità e aspetti innovativi
L'edilizia residenziale sociale è utilizzata all'interno di politiche di innovazione sociale e smart city, infatti nel medesimo progetto viene data una risposta alle diverse esigenze abitative creando spazi per la socialità e la condivisione e vengono intraprese azioni di riqualificazione urbana e risparmio energetico.
Accanto ai progetti delle istituzioni e delle società coinvolte, la futura comunità di abitanti viene coinvolta dal principio in un percorso di co-progettazione partecipata per fare in modo che il risultato sia il più possibile vicino alle esigenze delle persone.
Gli interventi di edilizia residenziale sociale comprendono alloggi, spazi condivisi tra gli abitanti come accade anche nei cohousing, spazi aperti alla città come parchi giochi, piazze e aree verdi. Il contesto è gestito dalla comunità degli abitanti, insieme al gestore sociale e la proprietà, in accordo, quando necessario, con il Comune di riferimento.
La comunità degli abitanti a sua volta può costituirsi in cooperativa o in associazione senza fini di lucro, dando così vita in alcuni casi ad un nuovo soggetto del terzo settore costituito da abitanti residenti e non, enti e associazioni del territorio, che opera in diversi ambiti: sociale, culturale, di aggregazione, ambientale, solidale e di mutuo soccorso. Ne è un esempio l'APS Officina Gabetti 15, nata nel complesso abitativo denominato Cenni di cambiamento, che vede la partecipazione degli abitanti e diverse realtà associative o cooperative.

### Persone, immobili e contratti nell'edilizia residenziale sociale
Un complesso di residenze sociali può accogliere centinaia di famiglie contemporaneamente, anche per questo motivo non sussiste il concetto di vicinato elettivo proprio invece del cohousing. La comunità si caratterizza quindi per una sorta di naturale «biodiversità».
Le costruzioni sono progettate e realizzate con alti standard di qualità o addirittura in bioedilizia per ottenere edifici ad alta efficienza energetica. Gli spazi dei singoli alloggi sono di dimensioni leggermente ridotte rispetto a quelle dell'edilizia tradizionale in modo da ridurre i costi di gestione, ma in compenso vi è libero accesso a tutti gli spazi comuni.
Gli inquilini hanno contratti differenti in ragione del reddito, delle caratteristiche personali, dell'attività svolta e della modalità di accesso. Persone, famiglie, organizzazioni e attività commerciali possono abitare le residenze sociali sottoscrivendo contratti di:
- locazione
- locazione con patto di futura vendita (conosciuto in inglese come Rent-to-buy)
- acquisto

### Il gestore sociale
Oltre alla comunità degli abitanti, un ruolo chiave è riservato al gestore sociale che, oltre ai tradizionali compiti di amministrazione del condominio, svolge anche attività di formazione e cura della comunità, facilitazione delle comunicazioni tra gli abitanti e, in alcuni casi, anche gestione dei conflitti.

### Attività ed interazioni
La forma degli spazi e la coesione della comunità portano a favorire la socializzazione e il reciproco scambio. Gli effetti concreti sono i rapporti di mutualità e di partecipazione, l'organizzazione di gruppi di acquisto e di esperimenti di microfinanza. Gli spazi aperti al quartiere vengono animati, su iniziativa della comunità degli abitanti, da manifestazioni teatrali, convegni, concerti e mercatini.

## Nel mondo

### Danimarca
In Danimarca, un milione di persone – una su sei – abita in alloggi pubblici o a canone calmierato. Ogni quartiere di nuova costruzione, anche il più lussuoso, deve riservare almeno il 40 per cento degli appartamenti al social housing. Il 20 per cento dell’intero patrimonio abitativo è gestito da oltre 500 organizzazioni no profit, in un sistema finanziariamente autosostenibile 
e senza speculazioni in cui le locazioni coprono solo i costi reali e alimentano un fondo per nuove costruzioni.